# 京鏜
京镗（1138年—1200年），字仲远，晚号松坡居士，豫章（今江西南昌）人。
宋高宗绍兴二十七年（1157）登进士第，以敢言和能干受到孝宗赏识。淳熙十四年（1187），太上皇高宗驾崩，第二年孝宗派京镗为报谢使出使金国，金国招待饮宴上故意奏鼓乐，京镗提出因居国丧，要求免乐，言“头可取，而乐不可闻！”，其气节和胆色传为佳话。绍熙三年七月，泸州兵变，四川制置使京镗从潼川府调兵讨伐，吴挺趁机弹劾京镗擅自调兵，朝廷下令追查。后庆元二年拜右丞相，六年进左丞相，封翼国公，位极人臣。居無何，以年老請免相，薨，贈太保，諡文忠。後以監察禦史倪千里言，改諡莊定。 
其词作出众，著作有诗集七卷、词集《松坡居士乐府》二卷，《文献通考》传于世。